# Canadá nos Jogos Olímpicos de Inverno de 2022
Canadá participou dos Jogos Olímpicos de Inverno de 2022, realizados em Pequim, na China.
Foi a 24.ª aparição do país em Olimpíadas de Inverno, ou seja, em todas as edições dos Jogos de Inverno. Foi representado por 215 atletas, sendo 109 homens e 106 mulheres. Só não teve nenhum representante no combinado nórdico. Foi a terceira maior participação de atletas em Jogos de Inverno, só sendo superada por Sóchi 2014 (222 atletas) e PyeongChang 2018 (225 atletas).

## Competidores
| Esporte                                | Masculino | Feminino | Total |
| -------------------------------------- | --------- | -------- | ----- |
| Biatlo                                 | 4         | 4        | 8     |
| Bobsleigh                              | 12        | 6        | 18    |
| Curling                                | 6         | 6        | 12    |
| Esqui alpino                           | 5         | 8        | 13    |
| Esqui cross-country                    | 4         | 5        | 9     |
| Esqui estilo livre                     | 16        | 16       | 32    |
| Hóquei no gelo                         | 25        | 23       | 48    |
| Luge                                   | 3         | 3        | 6     |
| Patinação artística                    | 7         | 6        | 13    |
| Patinação de velocidade                | 8         | 8        | 16    |
| Patinação de velocidade em pista curta | 5         | 5        | 10    |
| Salto de esqui                         | 2         | 2        | 4     |
| Skeleton                               | 1         | 2        | 3     |
| Snowboard                              | 11        | 12       | 23    |
| Total                                  | 109       | 106      | 215   |

## Medalhas
Estes foram os medalhistas desta edição:
| Atleta | Esporte                                | Evento                             | Medalha |
| --- | -------------------------------------- | ---------------------------------- | ------- |
| Max Parrot | Snowboard                              | Slopestyle masculino               | Ouro    |
| Ivanie Blondin Valérie Maltais Isabelle Weidemann | Patinação de velocidade                | Perseguição por equipes feminino   | Ouro    |
| Pascal Dion Steven Dubois Jordan Pierre-Gilles Charles Hamelin Maxime Laoun | Patinação de velocidade em pista curta | Revezamento 5000 m masculino       | Ouro    |
| Erin Ambrose Ashton Bell Kristen Campbell Emily Clark Mélodie Daoust Ann-Renée Desbiens Renata Fast Sarah Fillier Brianne Jenner Rebecca Johnston Jocelyne Larocque Emma Maltais Emerance Maschmeyer Sarah Nurse Marie-Philip Poulin Jamie Lee Rattray Jill Saulnier Ella Shelton Natalie Spooner Laura Stacey Claire Thompson Blayre Turnbull Micah Zandee-Hart | Hóquei no gelo                         | Feminino                           | Ouro    |
| Mikaël Kingsbury | Esqui estilo livre                     | Moguls masculino                   | Prata   |
| Steven Dubois | Patinação de velocidade em pista curta | 1500 m masculino                   | Prata   |
| Éliot Grondin | Snowboard                              | Snowboard cross masculino          | Prata   |
| Isabelle Weidemann | Patinação de velocidade                | 5000 m feminino                    | Prata   |
| Marielle Thompson | Esqui estilo livre                     | Ski cross feminino                 | Prata   |
| Cassie Sharpe | Esqui estilo livre                     | Halfpipe feminino                  | Prata   |
| Laurent Dubreuil | Patinação de velocidade                | 1000 m masculino                   | Prata   |
| Ivanie Blondin | Patinação de velocidade                | Largada coletiva feminina          | Prata   |
| Isabelle Weidemann | Patinação de velocidade                | 3000 m feminino                    | Bronze  |
| Kim Boutin | Patinação de velocidade em pista curta | 500 m feminino                     | Bronze  |
| Mackenzie Boyd-Clowes Alexandria Loutitt Matthew Soukup Abigail Strate | Salto de esqui                         | Equipe mista                       | Bronze  |
| Mark McMorris | Snowboard                              | Slopestyle masculino               | Bronze  |
| Meryeta O'Dine | Snowboard                              | Snowboard cross feminino           | Bronze  |
| James Crawford | Esqui alpino                           | Combinado masculino                | Bronze  |
| Miha Fontaine Lewis Irving Marion Thénault | Esqui estilo livre                     | Aerials misto                      | Bronze  |
| Éliot Grondin Meryeta O'Dine | Snowboard                              | Snowboard cross por equipes mistas | Bronze  |
| Steven Dubois | Patinação de velocidade em pista curta | 500 m masculino                    | Bronze  |
| Christine de Bruin | Bobsleigh                              | Monobob feminino                   | Bronze  |
| Max Parrot | Snowboard                              | Big air masculino                  | Bronze  |
| Rachael Karker | Esqui estilo livre                     | Halfpipe feminino                  | Bronze  |
| Brad Gushue Mark Nichols Brett Gallant Geoff Walker Marc Kennedy | Curling                                | Masculino                          | Bronze  |
| Justin Kripps Ben Coakwell Ryan Sommer Cam Stones | Bobsleigh                              | Equipes masculinas                 | Bronze  |

## Desempenho

### Biatlo
Masculino
Feminino

### Bobsleigh
Masculino
Feminino

### Curling
Masculino
Feminino

### Esqui alpino
Masculino
Feminino

### Esqui cross-country
Masculino
Feminino

### Esqui estilo livre
Masculino
Feminino

### Hóquei no gelo
Masculino
Feminino

### Luge
Masculino
Feminino

### Patinação artística
Masculino
Feminino

### Patinação de velocidade
Masculino
Feminino

### Patinação de velocidade em pista curta
Masculino
Feminino

### Salto de esqui
Masculino
Feminino

### Skeleton
Masculino
Feminino

### Snowboard
Masculino
Feminino
Legenda
| Recorde mundial      | Recorde mundial (World record)               |                       | Recorde africano                      | Recorde africano (African) |                                           | Q | Classificado por posição (Qualified) |
| Recorde olímpico     | Recorde olímpico (Olympic record)            | Recorde da América    | Recorde da América (Americas)         | q                          | Classificado por melhor tempo (Qualified) |   |                                      |
| Melhor marca do ano  | Melhor marca do ano (World leading)          | Recorde asiático      | Recorde asiático (Asian)              | DNS                        | Não largou (Did not start)                |   |                                      |
| Recorde nacional     | Recorde nacional (National record)           | Recorde europeu       | Recorde europeu (European)            | DNF                        | Não terminou (Did not finish)             |   |                                      |
| Recorde pessoal      | Recorde pessoal do atleta (Personal best)    | Recorde da Oceania    | Recorde da Oceania (Oceania)          | DSQ / DQ                   | Desclassificado (Disqualified)            |   |                                      |
| Recorde da temporada | Recorde da temporada do atleta (Season best) | Recorde sul-americano | Recorde sul-americano (South America) | NM                         | Sem marca (No mark)                       |   |                                      |